# バーク (アルバム)
『バーク』(Bark) は、アメリカ合衆国のロック・バンドのジェファーソン・エアプレインが1971年に発表した通算7作目のアルバムである。

## 解説

### 経緯
ジェファーソン・エアプレインは1969年11月にアルバム『ボランティアーズ』を発表し、12月にはローリング・ストーンズが主催するオルタモント・フリー・コンサートに出演した。この時、マーティ・バリン（ヴォーカル）がステージから飛び降りて会場の警備係に雇われたヘルズ・エンジェルスと観客の喧嘩を収めようとして、エンジェルスのメンバーに殴られて気絶し、コンサートは一時中断した。
1970年2月、3代目ドラマーのスペンサー・ドライデンが、よりハードなドラミングを求めるメンバーによって脱退させられた。後任にはヨーマ・カウコネンとジャック・キャサディのホット・ツナに参加していたジョーイ・コヴィントンが選ばれた。
同年10月4日と5日、彼等はグレイトフル・デッドやクイックシルヴァー・メッセンジャー・サーヴィスと共にサンフランシスコのウィンターランドのステージに立った。しかし4日に彼等と同じくサンフランシスコを拠点に活動していたジャニス・ジョプリンが薬物摂取により死亡し、バリンは衝撃を受けて5日のコンサートを欠席した。
自分はステージに立っていかれた音楽、連中が夢中になっていたコカインにまみれた滅茶苦茶な音楽を演奏するのが単に嫌だっただけだ。家にいたよ。
彼等は代わりにコヴィントンが数年前に知り合ったパパ・ジョン・クリーチ（ヴァイオリン）を迎えてステージを務めた。バリンはその後復帰し、同年11月末まで続いたライヴ活動に参加したが、年末の休暇に入ると他のメンバーとの連絡を絶ってしまった。
一方、彼等は1970年10月にサンフランシスコのウォーリー・ハイダー・スタジオで新作アルバムの製作を開始したが、アルバムに方向性とまとまりを与える仲介役となる外部のプロデューサーがいなかった。彼等は自分達でプロデュースすることにしたが、バリン抜きのバンドはポール・カントナーとグレイス・スリック、カウコネンとキャサディの二派に分かれ、共同作業がままならなくなっていた。
1971年1月にはカントナーとスリックの娘チャイナが誕生。春にはアルバムの製作が再開されたが、連絡を絶っていたバリンは4月に脱退を正式に発表した。カウコネンは次のように回想する。
マーティは「自分のバンド」というこだわりを持っていた。おそらく最初はそうだったのだろう。しかし実際には誰のバンドでもなかった。我々が単に彼を支えず彼が言ったことをやらなかった、という事実を彼は忘れていないと思う。我々は彼を怒らせてしまった。しかし彼がいなくなると、エアプレインはすっかり方向を失ってしまった。
5月13日にはスリックが運転中の交通事故で負傷して一時離脱するが、彼等はアルバムの制作を7月に終え、RCAレコードを親会社にして設立した「グラント・レコード」からの第一弾として9月に発表した。

### 内容
全11曲の内訳は、カントナー作、スリック作、カウコネン作が3曲、コヴィントン作が1曲、残りの「美しさは君の心の中に」はカウコネンとキャサディがカルロス・サンタナとマイケル・シュリーヴと行なったセッションから生まれた曲である。
バリンの後任のヴォーカリストはおらず、コヴィントンが2曲、ロード・マネージャーのビル・ロードナー（Bill Laudner）が1曲でリード・ヴォーカルを担当した。
アルバムは茶色の紙袋に入れられて発売された。ジャケットは紐がかけられた紙袋の角から歯の生えた魚の頭が飛び出した絵である。紙袋の表には"JA"のイニシャル、裏にはメンバーとエンジニアのMaurice（Pat Ieraci）の似顔絵が描かれている。
売り上げは好調で、Billboard 200で最高位11位に達し、彼等のアルバムで3番目に高いヒット・アルバムになった。「美しさは君の心の中に」は本作から最初にシングルカットされ、Billboard Hot 100で最高位60位を記録し、彼等の最後のヒット曲になった。

## 収録曲

### オリジナルLP
| #         | タイトル                                        | 作詞・作曲                            | 時間  |
| --------- | ----------------------------------------------- | ------------------------------------- | ----- |
| 1.        | 「大地が再び動く時 When the Earth Moves Again」 | Paul Kantner                          | 3:51  |
| 2.        | 「とても良い気分 Feel So Good」                 | Jorma Kaukonen                        | 4:35  |
| 3.        | 「おかしなミランダ Crazy Miranda」              | Grace Slick                           | 3:21  |
| 4.        | 「美しさは君の心のなかに Pretty as You Feel」   | Joey Covington, Jack Casady, Kaukonen | 4:25  |
| 5.        | 「野生の七面鳥 Wild Turkey」                    | Kaukonen                              | 4:43  |
| 合計時間: | 合計時間:                                       | 合計時間:                             | 20:55 |

| #         | タイトル | 作詞・作曲 | 時間  |
| --------- | --- | ---------- | ----- |
| 1.        | 「法の番人 Law Man」 | Slick      | 2:40  |
| 2.        | 「ロックン・ロール・アイランド Rock and Roll Island」                                                                   | Kantner    | 3:40  |
| 3.        | 「チェルシーの第三週 Third Week in the Chelsea」                                                                        | Kaukonen   | 4:30  |
| 4.        | 「疲れているならドイツ人とは議論するな～又はヨーロッパの歌 Never Argue with a German If You're Tired or European Song」 | Slick      | 4:31  |
| 5.        | 「サンク Thunk」 | Covington  | 2:57  |
| 6.        | 「革命の日 War Movie」                                                                                                  | Kantner    | 4:41  |
| 合計時間: | 合計時間: | 合計時間:  | 22:59 |

### CD
| #         | タイトル | 作詞・作曲                            | 時間  |
| --------- | --- | ------------------------------------- | ----- |
| 1.        | 「大地が再び動く時 When the Earth Moves Again」                                                                         | Paul Kantner                          | 3:51  |
| 2.        | 「とても良い気分 Feel So Good」                                                                                         | Jorma Kaukonen                        | 4:35  |
| 3.        | 「おかしなミランダ Crazy Miranda」                                                                                      | Grace Slick                           | 3:21  |
| 4.        | 「美しさは君の心のなかに Pretty as You Feel」                                                                           | Joey Covington, Jack Casady, Kaukonen | 4:25  |
| 5.        | 「野生の七面鳥 Wild Turkey」                                                                                            | Kaukonen                              | 4:43  |
| 6.        | 「法の番人 Law Man」 | Slick                                 | 2:40  |
| 7.        | 「ロックン・ロール・アイランド Rock and Roll Island」                                                                   | Kantner                               | 3:40  |
| 8.        | 「チェルシーの第三週 Third Week in the Chelsea」                                                                        | Kaukonen                              | 4:30  |
| 9.        | 「疲れているならドイツ人とは議論するな～又はヨーロッパの歌 Never Argue with a German If You're Tired or European Song」 | Slick                                 | 4:31  |
| 10.       | 「サンク Thunk」 | Covington                             | 2:57  |
| 11.       | 「革命の日 War Movie」                                                                                                  | Kantner                               | 4:41  |
| 合計時間: | 合計時間: | 合計時間:                             | 43:54 |

## 参加ミュージシャン
※番号はCDのトラック・ナンバーを示す。
- ジャック・キャサディ　Jack Casady – ベース
- ジョーイ・コヴィントン　Joey Covington – パーカッション、ドラムス、ヴォーカル
- ポール・カントナー　Paul Kantner – ギター、ヴォーカル
- ヨーマ・カウコネン　Jorma Kaukonen – リード・ギター、ヴォーカル
- グレイス・スリック　Grace Slick – ピアノ、ヴォーカル
- パパ・ジョン・クリーチ　Papa John Creach – ヴァイオリン（1、4、5）
- Bill Laudner[14] – ヴォーカル（11）